# Седлачек, Томаш (генерал)
Томаш Седлачек (чеш. Tomáš Sedláček, 8 января 1918[…], Вена — 27 августа 2012[…], Прага) — чешский и чехословацкий генерал.
Томаш Седлачек проходил обучение в Военной академии в Границе (Моравия). В 1940 году, когда Чехословакия была оккупирована нацистскими войсками, он бежал во Францию. После военного поражения французов Седлачек вступил в Британскую армию. Там он прошёл подготовку десантника. Затем в 1944 году Седлачек прибыл в СССР в 1944 году, где вступил во 2-ю отдельную чехословацкую воздушно-десантную бригаду, участвовав в освобождении Чехословакии.
После завершения Второй мировой войны Седлачек получил звание майора и окончил Военное училище в Праге. Летом 1948 года он занял должность начальника оперативного отдела 11-й пехотной дивизии в Пльзене. С 1949 года Седлачек преподавал в Военной академии в Праге.
После прихода к власти в Чехословакии коммунистов Седлачек был арестован в 1951 году и подвергнут пыткам в Домечеке в Праге. Он был осуждён за антикоммунистическую деятельность и приговорён к пожизненному заключению. Он содержался в тюрьмах Вальдице, Мирова, Леополдова и Бытиза. Седлачек был освобождён в 1960 году и реабилитирован после Бархатной революции 1989 года.
После падения коммунистического режима Седлачек стал председателем Конфедерации комиссий по инспекциям политическим тюрем и председателем Общества чехословацких легионеров. Он также работал в Центральной реабилитационной комиссии МНО. В 1999 году ему было присвоено звание генерал-лейтенанта, а 14 ноября 2008 года — генерала армии, высшее воинское звание в Чехии.
Седлачек умер 27 августа 2012 года от меланомы в возрасте 94 лет.
В 2003 году Томашу Седлачеку было присвоено звание почётного гражданина района Прага 6.